# 火筛
火筛（拟音为“侯赛因”，維吾爾語：ھۈسەيىن‎，又作科赛、郭锡、浩锡，？—？），15世纪、16世纪东部蒙古右翼满官嗔（蒙古贞）部领主，满都鲁大汗部下脱罗干的儿子。
1479年，脱罗干和亦思马勒联合杀死权臣癿加思兰。火筛得以娶满都鲁和满都海哈屯所生的次女伊锡克公主，被称为塔布囊（驸马）。他赤面颀伟，骁勇善战。1480年，达延汗即位后，火筛多次攻打明朝边境。明朝将领陈锐惧怕，不敢交战。他和妻子养育了达延汗第三子巴尔斯博罗特。1510年，达延汗攻打永谢布部领主亦不剌，他派人向达延汗报告军情，使达延汗避免被偷袭。后来率部归顺达延汗。一说其后和达延汗交兵，兵败被杀。